# Long Reach Ethernet
Long Reach Ethernet (LRE) — проприетарный сетевой протокол, предлагавшийся Cisco Systems в начале 2000-х годов. Предназначен для поддержки работы со скоростью до 5-15 Мбит/с при использовании неэкранированной витой парой телефонной связи (категорий 1-3) на расстоянии до 1,5 км. Технически близок к технологии VDSL, в варианте "Ethernet over VDSL" (EoVDSL).
Сетевое решение на основе оборудования компании Cisco Systems для предоставления широкополосного доступа по существующей телефонной проводке (Plain Old Telephone Service — POTS) категории 1/2/3.
При пропускной способности LR Ethernet до 5-15 Мбит/с дальность работы составляет 1−1,5 км. Данное решение обеспечивает одновременную передачу данных и мультимедийных приложений, высокоскоростной доступ в Интернет и IP телефонию.
Кроме того, оборудование Cisco LRE поддерживает режимы, совместимые с ADSL-линией (асимметричная цифровая абонентская линия), позволяя поставщикам услуг постепенно формировать LRE доступ, там, где широкополосный доступ уже существует.
Cisco LRE предлагался для обеспечения широкополосного доступа в многоквартирных и «многоофисных» зданиях и корпоративных комплексах зданий (кампусах).
В 2001 году был предложен ряд оборудования для LRE: коммутаторы Cisco Catalyst 2900 с применением Infineon Technologies PEF22822/PEB22811 VDSL QAM, абонентский мост "Cisco 575". Infineon обозначал технологию как 10BaseS. Поддержка прекращена в 2006 году.